# Еђшег
Еђшег (мађ. Egység) је замак изграђен 1889. године, који се налази у Новом Саду. 
Име је мађарског порекла и значи „Јединство“. Подигнута је у част стогодишњице стрељачког спортског друштва „Грађанско стрељачко друштво“. После 2. светског рата је национализован, а једно време дат на коришћење стрељачком друштву "Јединство" по коме је замак и добио име. Касније су га користили многи други, али је убрзо изгубио своју употребу. 
Замак је реновиран 2012. године, након што је деценијама био у рушевинама. 